# Moritz Bräuninger
Moritz Bräuninger (* 2. Dezember 1836 in Crimmitschau; † 23. Juli 1860 am Powder River), mit Absarokee-Namen Bagirisch, war ein deutscher lutherischer Missionar in Nordamerika, der als evangelischer Märtyrer gilt. 

## Leben

### Jugend
Moritz Bräuninger war das zweite von vier Kindern des Tischlermeisters Moritz Bräuninger und seiner Frau Christiane Bräuninger, geborene Münch. Im Alter von fünf Jahren trat er in die Bürgerschule seines Heimatortes ein, wo er sieben Jahre blieb. Im Lebenslauf-Buch der Neuendettelsauer Missionsanstalt ist ein persönlicher Rückblick über diese Zeit enthalten:

„Still, wie ich war, hatte ich auch nie Lust zu den Spielen meiner Kameraden. Bücherlesen war meine Leidenschaft.“

Er wurde an Ostern 1850 konfirmiert. Auf Wunsch seiner Eltern, aber gegen die eigene Überzeugung, begann er eine Tischlerlehre bei seinem Vater. Im ersten Lehrjahr floh er, wohl aufgrund von Konflikten während der Ausbildung, aus dem Elternhaus. Nach seiner Rückkehr schloss er seine Lehre ab; die Arbeit bereitete ihm aber keine Freude.
Am 18. April 1853, im Alter von nur 16 Jahren, begann er gemäß den damaligen Gepflogenheiten seine Gesellenwanderung. Dabei besuchte er Dresden, Wittenberg, wo er die Schlosskirche und andere Luther-Gedenkstätten besichtigte, Magdeburg, Hamburg, Stade, Bremen, Osnabrück, Münster, Barmen, Düsseldorf, Köln, Bonn, Bingen und Mainz. Danach ging er in Richtung Frankfurt am Main. Des Öfteren musste er auf seiner Reise betteln. Über den Spessart reiste er nach Würzburg und Nürnberg, dann nach Neuendettelsau, weil er den berühmten evangelischen Pastor Wilhelm Löhe predigen hören wollte. 
Dieser beeindruckte ihn mit seiner Predigt über die Verbreitung des Evangeliums über die ganze Welt so sehr, dass Bräuninger im Ort blieb und sich eine Stelle als Hilfskraft vom örtlichen Dorftischler geben ließ. So half er beim Aufbau des Diakonissenhauses, das im Frühling 1855 fertiggestellt wurde. Aufgrund seiner Kontakte zu den Auszubildenden der Missionsanstalt und die seelsorgliche Beratung durch Löhe bewarb er sich um eine Aufnahme in der Einrichtung.

### Ausbildung zum Missionar
Am 24. April 1855 trat Moritz Bräuninger in die Missionsanstalt für Nordamerika, was der damalige Name der Anstalt war, ein. Es handelte sich um eine zweijährige Ausbildung zum geistlichen Nothelfer für die deutschen lutherischen Auswanderer. 
Seit 1841 erteilte Löhe einigen Handwerkern, die als Sendlinge nach Nordamerika gehen wollten, spontanen Unterricht. Der Katechet Friedrich Bauer aus Nürnberg, ein Freund Löhes, übernahm 1846 diese Ausbildung, die durch ihn ein theologisches und pädagogisches Fundament erhielt. Kern war die Dogmatik und Ethik des Luthertums sowie eine Einleitung in das Neue Testament. Hinzu kamen weitere Fächer. Diese Ausbildung erhielt nun Bräuninger. Was fehlte, war eine Einführung in die Ethnologie und Landeskunde des Zielgebiets. Sein Abschlussexamen legte Moritz Bräuninger Ende Februar 1857 ab. 
Am 1. März fand die gottesdienstliche Segensfeier für ihn und drei weitere Missionare statt, die nach Nordamerika abgeordnet wurden. Moritz Bräuninger wurde von Wilhelm Löhe nach Iowa ausgesandt. Als Bräuninger Neuendettelsau verließ, flocht er eine Dornenkrone um seine Fotografie. Dies wurde später bisweilen als Vorahnung seines Märtyrertodes gedeutet. (Die Krone wurde unter anderem in der Ausstellung Good Bye Bayern - Grüß Gott America des Hauses der Bayerischen Geschichte vom 10. Dezember 2004 bis zum 6. März 2005 im Lokschuppen in Rosenheim gezeigt.) Löhe bemerkte in Bräuningers Nachruf, dieser sei mit einigen Helfern auf eigene Gefahr in die Vereinigten Staaten von Amerika ausgewandert, da seine Lehrer meinten, er sei für das Amt des Missionars wenig geeignet gewesen. Die Überfahrt musste Bräuninger aus eigener Tasche bezahlen. 
Bräuninger erreichte gemeinsam mit Karl August Göhle (1836–1917), der danach in Buffalo als Nestor der deutschen Musiker und Lehrer bekannt wurde, sowie den Missionaren Peter Brand und Andreas Sussner New York City am 3. Mai 1857. Von dort reisten die genannten vier Personen direkt nach Buffalo weiter und trafen sich mit Pastor Grabau, der kurz zuvor ein Treffen mit den Ältesten der kleinen Iowa-Synode hatte.
Ende April erreichte Bräuninger Dubuque (Iowa) am Mississippi. Dort sollte er seine Ausbildung am theologischen Seminar der Iowa-Synode vollenden. Vorher musste er für acht Wochen als Tischler beim Aufbau des neuen Wartburg-Seminars der Synode, das zum Reformationsfest am 31. Oktober 1857 in Saint Sebald in Clayton County (Iowa) eingeweiht wurde, mitarbeiten. Danach musste er einen Brunnen graben und eine Woche lang Brennholz für den Winter schlagen. So konnte er erst um den Jahreswechsel von 1857 auf 1858 mit dem Unterricht beginnen, um weiter zum Missionar und Pastor ausgebildet zu werden.
Am 11. Januar 1858 begründete Bräuninger die Namenswahl des Seminars in einem Brief an Löhe damit, dass die zukünftigen Pastoren es „dem unermüdlichen Arbeiter auf der Wartburg bei Eisenach gleich tun wollen“.

### Reise über den Missouri
Der erfahrenere Missionar Johann Jakob Schmidt (* 1834) traf im Winter von 1857 auf 1858 in Detroit einen einflussreichen Indianeragenten der US-Regierung namens Alexander H. Redfield, der für die Stämme am Missouri River und dem Yellowstone River zuständig war. Er hatte Gesandten der Crow (Absarokee) und anderer Stämme Zahlungen in Geld und Naturalien zu überbringen. Die Crow wollte er in Fort Sarpy II, der letzten Station seiner Reise, die in ihrem Stammesgebiet südlich des Yellowstone River zwischen dem Big Horn River und dem Powder River lag, treffen. 
Redfield lud Schmidt ein, ihn dorthin zu begleiten, da er den Missionaren die Crow besonders empfahl. Das Missionskomitee der Iowa-Synode und dessen Unterstützer in Europa, der Nürnberger Zentralmissionsverein und die Neuendettelsauer Gesellschaft für innere Mission, sahen in dieser Einladung eine sehr günstige Gelegenheit, mit der Mission der amerikanischen Ureinwohner, die besonders Löhe vorantrieb, zu beginnen, indem die Missionsmöglichkeiten im Zusammenhang mit dieser Reise erkundet werden sollten. Alle Missionsbemühungen der Synode wurden von neun Absolventen der Neuendettelsauer Missionsanstalt getragen, die Finanzierung übernahm im Wesentlichen die Gesellschaft für innere Mission. 
So bat Schmidt im Frühjahr 1858 um einen Mitarbeiter. Ausgewählt wurde Bräuninger, dessen Ausbildung damit schon Ende April 1858 endete. Er machte sich auf den 5000 km langen Weg in Richtung der Crow und traf in der vorletzten Maiwoche 1858 in St. Louis ein, wo Missouri River und Mississippi zusammenfließen. Hier traf er Schmidt. Redfield begleitete die Missionare auf dem Dampfschiff Twilight, das von Frost, Todd, & Company gechartert worden war und am 23. Mai in St. Louis ablegte, durch das Gebiet sieben verschiedener Stämme, nämlich Yankton, Big Head Sioux, Arikaree, Hidatsa, Mandan, Assiniboine und Blackfoot, 3840 km den Missouri River hinauf. Redfield stellte Bräuninger und Schmidt eine Lizenz aus, ein Jahr mit den Crow zu leben und erreichte es bei Kapitän Shaw, dass die Missionare entweder kostenlos oder für einen sehr geringen Preis reisen konnten. Bräuninger und Schmidt hielten Morgen- und Abendgottesdienste auf dem Dampfer ab. Weitere Passagiere waren der Künstler Carl Wilmar, der Indianeragent Alfred J. Vaughn, zahlreiche Voyageurs und Mechaniker sowie ein paar Frauen und Kinder. 
Oberhalb der Yankton-Siedlung, die sie am 6. Juni erreichten, mussten die Passagiere stets mit Angriffen rechnen, wenn sie eine Siedlung von Ureinwohnern passierten. Die Situation schien sich zu ändern, als beim Fort Randall etwa 40 Soldaten unter dem Kommando Major H. W. Wessels zustiegen. Am Fort unterhielt die Regimentsband die Passagiere, die ferner eine Führung durch das etwa vier Hektar große rechteckige Militärgelände erhielten. Die Besatzung hielt die Soldaten in ihren verschlissenen Uniformen allerdings für „nutzlose Retter“.
Am Old Fort Pierre sollte ein Treffen mit den Big Head Sioux stattfinden, die sich aber erst am 16. Juni ein gutes Stück flussaufwärts von dem alten Handelsposten dem Boot näherten. Hunderte von Stammesangehörigen versammelten sich am Ufer, äußerten laut ihren Unmut über die Militäreskorte, feuerten Warnschüsse ab, von denen einige den Radkasten trafen, und galoppierten am Ufer auf und ab. Unter strenger Militärüberwachung bewirtete Redfield die verärgerten Sioux, verteilte die jährlichen Fälligkeiten und stellte vorübergehend die Ordnung wieder her. Major Wessels nahm seine Soldaten unter strenge Führung und postierte während der Flussreise Tag und Nacht Wachen auf dem Boot. 
Am 19. Juni ließ Kapitän Shaw die Twilight abseits vom Ufer am rattenverseuchten Fort Clark ankern, um die Arikaree zu meiden, die fast mittellos und damit in Versuchung waren, das Boot auszurauben. Als Redfield ihnen die jährlichen Fälligkeiten übergab, feuerten sie ärgerlich Schüsse vor seine Füße.
Es kam zu Zeitverlusten durch flache Fahrrinnen, Sandbänke, zwei Schäden am Steuergerät, häufige Halte für die Holzversorgung und zahlreichen Verspätungen durch einheimische Kriegsparteien, Beratungen und generelle Stammesgegensätze. 
Ein paar Tage vor ihrer Ankunft am Fort Union in Nebraska, einer Handelsstation an der Mündung des Yellowstone River, notierten die Missionare stolz (und unzutreffend), es sei großartig, „dass wir die ersten Missionare unter diesen Wildwest-Indianern sind“ und sehr motiviert seien, diese davor zu bewahren, „in die Hände der Römischen zu fallen“.

### Kulturschock im Fort Union
Nach 31 Tagen auf der Twilight, am 22. Juni, langten sie in Fort Union an der Einmündung des Yellowstone River in den Missouri an. Es handelte sich seit 1828 oder 1829 um eine der wichtigsten Handelsstationen der Ersten Amerikanischen Pelzhandels-Kompanie. Die Kompanie kaufte hier Biber- und Büffelfelle von den Ureinwohnern und bezahlte diese in erster Linie mit Gewehren und Munition. 
Die Zielregion war damals noch überwiegend naturbelassen. Gemeinsam mit den Missionaren kam mit dem Dampfer auch ein erklecklicher Vorrat an Alkoholika an. Dies führte dazu, dass die Missionare ihre kurz zuvor geäußerte Einstellung bald ändern sollten. So waren die Assiniboine am nächsten Morgen zu betrunken, um ihre jährlichen Fälligkeiten abzuholen. Diese Situation verursachte den Missionaren „unaussprechlichen Schmerz“, wie sie sich ausdrückten, und Niedergeschlagenheit. Der Alkoholexzess setzte sich noch zwei weitere Tage fort, und Schmidt beobachtete: „Die weißen Arbeiter sind so betrunken, dass sie nicht arbeiten können.“ Selbst der Handelsvorsteher des Postens, Robert Meldrum, konnte keine Ergebnisse erzielen, da seine Angestellten „betrunken und voller Albernheit“ seien. Die Missionare beurteilten die Ureinwohner nun als „schmutzig und verdorben an Leib und Seele“ und die Pelzhändler als nichts als „gottloses Gesindel“. 
Es fiel den Geistlichen äußerst schwer, sich an die sozialen Bedingungen am Fluss anzupassen und eine Beziehung zu den Menschen aufzubauen, die am Fort Union und andernorts im Gebiet der Ureinwohner lebten. Die harte Realität des Lebens am Oberen Missouri stand im krassen Gegensatz zu den Hoffnungen, die sich die Missionare gemacht hatten. Besonders, nachdem James Kipp sie gewarnt hatte, dass die Crow „die wildesten aller Indianer“ seien und Agent Redfield ihnen entgegenkommend gesagt hatte, dass die Crow „moralisch pervertierte“ Prostituierte und Hurenfreier seien, die, wie es damals bewertet wurde, „beschämende Akte zwischen Mann und Mann“ begingen, waren die Missionare „überrascht und verängstigt“. 
Besonders eine Begebenheit zeigte deutlich den Gegensatz zwischen den Moralvorstellungen der Missionare und denen der Männergesellschaft des sogenannten Wilden Westens:
Am 1. Juli näherte sich aus Richtung der Berge eine Beerdigungsprozession für eine Frau vom Stamm der Assiniboine dem Fort, die während des Aufenthalts der Missionare gestorben war. Es handelte sich bei der Frau offensichtlich um die Prostituierte des Forts. Ein Mann mit zwei Pferden ritt voran, es folgte ein Einspänner mit der Leiche, danach fünf oder sechs Frauen, eine davon die Mutter der Verstorbenen. Sie grüßten die Missionare freundlich. Diese erkannten, dass von Schmidt erwartet wurde, die Beerdigung zu übernehmen. Alexander Redfield, der Bourgeois (Fort-Manager) Alexander Culbertson von der Amerikanischen Pelzkompanie und Alfred Vaughn waren dementsprechend schwarz gekleidet. Redfield ging auf Schmidt zu und forderte ihn auf Culbertsons Anfrage hin auf, die Zeremonie am Grab entsprechend den Bestimmungen der lutherischen Kirche abzuhalten. 
Schmidt konnte nicht sicher ermitteln, ob die Frau getauft worden war, weshalb er ablehnte. Hinzu kam, dass die Missionare den Broterwerb der Frau als offenkundige Sünde betrachteten, in der sie gestorben war. Das Gespräch fand am Zaun des Friedhofes statt. Alle Anwesenden, insbesondere Culbertson, waren über die Ablehnung sehr verärgert. Schmidt und Bräuninger erfuhren nun die Feindschaft des Fortpersonals. Am nächsten Tag rief Redfield aus, „dass Indianer und Weiße gleichermaßen menschliche Wesen sind, die eine menschliche Seele haben“. Schmidt zog mit seiner hartnäckigen Weigerung, Personen zu beerdigen, die nicht seiner Kirche angehörten, eine wütende Antwort des normalerweise ruhigen Redfield auf sich: „Was zur Hölle, sie sind ein Pfarrer? Wenn Leute sterben, erwartet jedermann ihren Dienst, aber sie weigern sich beständig.“ (Die Begebenheit wurde am 1. September 2012 am Originalschauplatz nachgestellt.) Sowohl Culbertson als auch Redfield wollten den Missionaren keinerlei Unterstützung mehr gewähren. Später kam es aber zu einer Aussprache zwischen Culbertson, Redfield und den Missionaren, bei der letztere auf die eigenen Gesetze des Wilden Westens hingewiesen wurden und nach der wieder Einigkeit zwischen den Beteiligten herrschte.
Trotz ihrer Verärgerung und des Konflikts kamen die Missionare weiter ihrem Missionsauftrag nach. Den Vertragsbedingungen entsprechend sollten die Crow ihre „Geschenke“ am Fort Union abholen, die Berg-Crow bestanden aber darauf, dass diese in ihr Gebiet gebracht werden sollten. Dazu wurden die Ankömmlinge am Fort von zwei Häuptlingen der Crow, darunter Dagbizaschusch (Bärenkopf), abgeholt.

### Reise über den Yellowstone River
Aufgrund des seichten Wassers des Yellowstone River konnte das Dampfschiff nicht diesen entlang in das Gebiet der Crow fahren, stattdessen wurden zwei flache Flussboote eingesetzt, deren Fahrt am 6. Juli begann. Culbertson hatte den Missionaren erlaubt, kostenlos mitzureisen. Drei Wochen nach der Abfahrt, nahe der Mündung des Powder River, musste Redfield aufgrund einer Fiebererkrankung, die er sich in dem kalten, regnerischen Wetter zugezogen hatte, mit dem kleineren Boot nach Fort Union zurückkehren. Sein Mitarbeiter Henry W. Beeson übernahm nun die Eskorte. Die Missionare schlossen auf dem Weg Freundschaft mit Dagbizaschusch, sie hatten das Empfinden, dass die Häuptlinge ihnen mit mehr Achtung begegneten als die mitreisenden Pelzhändler, die ihrer eigenen Religion angehörten. Der Weg wurde bisweilen gefährlich, wenn das Boot mit Seilen durch nahezu unpassierbare Stromschnellen gezogen werden musste. 

### In Fort Sarpy II
So dauerte die Fahrt über den Yellowstone River 37 Tage, bis zum 12. August 1858, um die vergleichsweise kurze Strecke zum Fort Sarpy II zurückzulegen, einer Station, die etwa 80 km unterhalb der Mündung des Big Horn River und etwa 480 km von Fort Union entfernt lag. Das Gebiet der Crow zog sich den Big Horn River und den Yellowstone River entlang etwa im heutigen Montana. Fort Sarpy II bestand damals aus sieben kleinen, aber gut befestigten Häusern. Die Amerikanische Pelzkompanie hatte nicht nur die Reise der Missionare auf dem Yellowstone River unterstützt, sondern ihnen auch erlaubt, in dem Fort zu verweilen. Aus Sicht der Missionare offenbarte die Station als typischer Außenposten aber deutlich alle Laster der Zivilisation; die Händler schenkten ihnen wenig Beachtung. Die Missionare fanden das Leben dort unerträglich; ähnlich erging es vielen Besuchern, Reynolds nannte das Fort im Folgejahr eine „entschieden primitive Angelegenheit“. 
Redfield hatte die Missionare zuvor gebeten, den Empfang der jährlichen Fälligkeiten für die Blackfoot zu quittieren, falls die Ureinwohner noch nicht eingetroffen seien. Der Unterschied zwischen der Liste und den tatsächlich gelieferten Gütern war für die Missionare offensichtlich, weshalb sie sich weigerten, zu unterschreiben. Es kam zum Streit; die Missionare wollten das Fort umgehend verlassen. Hinzu kam, dass die Crow, die ihre Fälligkeiten erhalten hatten, sich bereits im Aufbruch befanden. 
Sie entschieden sich also, Dagbizaschusch zu fragen, ob sie mit seinem Stamm mitziehen dürften. Dies erschien den Missionaren wesentlich angenehmer, da ihnen das Leben im Fort rüde und degeneriert vorkam. Der Häuptling antwortete: „Itzig“ (gut). Obwohl die Missionare kaum Kenntnis von Sprache und Sitten der Ureinwohner hatten, gingen sie das Wagnis ein, mit diesen mitzuziehen. 

### Leben mit den Crow
Die Reise begann am 17. August 1858. Die Missionare wurden außergewöhnlich freundlich und herzlich in Empfang genommen. Dagbizaschusch bewirtete sie in seinem eigenen Zelt, in dem sie von nun an wohnten, und stellte ihnen auch zwei Reitpferde und ein Packpferd für Erkundungstouren in der näheren Umgebung zur Verfügung. Ferner bot er jedem von ihnen eine Frau an, was sie allerdings ablehnten. Bräuninger erhielt den Crow-Namen Bagirisch für „der Braune“ und Schmidt den Namen Akomatbisch für „Schmied“. Damit waren sie formell in den Stamm aufgenommen. Sie wurden mit Tomahawk, Pfeil und Bogen bewaffnet. 
So zogen sie zwei Monate lang, bis zum 1. Oktober, als Nomaden mit 1500 Ureinwohnern und 160 Zelten von Lager zu Lager, teilten deren hartes Leben und wurden Zeuge von Kämpfen zwischen Crow und Blackfoot. Jeden Tag ritten sie drei bis vier Stunden, bauten am Morgen das Zelt ab und am Abend wieder auf, was Aufgabe der Frauen war, kochten und versorgten die Pferde. Am Abend ging unter den Männern die Pfeife herum; ein religiöses Ritual der Ureinwohner, durch das sie sich mit den Geistern verbunden fühlten, oder die Missionare sangen Lieder aus ihrer Heimat, die Schmidt mit der Geige begleitete. In dieser Zeit gewannen die Missionare das Vertrauen und die Zuneigung der Crow und begannen, was ihre Hauptbeschäftigung war, deren Sprache zu lernen. Ihr Crow-Vokabular umfasste schließlich 500 Wörter, so dass sie sich „bis zu einem gewissen Grade verständlich machen konnten“. Hinzu kam die Zeichensprache der Ureinwohner, die insbesondere Bräuninger sehr gut lernte.
Das unstete Leben brachte die Missionare zu der Ansicht, dass ein fester Wohnsitz für die Mission erforderlich sein würde. Dagbizaschusch gab keine klare Antwort zu dieser Frage, machte aber klar, dass die Missionare jederzeit in seinem Stamm willkommen seien, und dass er sehr daran interessiert war, dass sie den Kindern Lesen, Schreiben und Rechnen beibrachten. 
Am 1. September 1858 erwähnte Redfield die Missionare in einem Bericht an den Kongress der Vereinigten Staaten.
Als im Herbst ein Teil des Stammes den Deer Creek besuchte, einen Nebenfluss des North Platte River, um Frieden mit einem verfeindeten Stamm zu schließen, begleiteten Bräuninger und Schmidt diese Gruppe. Sie konnten ihre Missionsarbeit noch nicht sofort aufnehmen, da es sich nur um eine Erkundungsreise handelte und die Erlaubnis und die Vorbereitung zur Mission noch fehlten. Zum Abschied versprachen sie den Crow aber auf deren Bitte hin, sich im nächsten Frühjahr bleibend bei ihnen ansiedeln zu wollen. Schmidt berichtete später, dass die Ureinwohner sie nur sehr ungern gehen ließen und sie mehrfach ermahnten, auch wirklich zum vereinbarten Zeitpunkt zurückzukehren. Einige wollten sie sogar nach Iowa begleiten, um ihre Rückkehr sicherzustellen, was die Missionare ablehnen mussten. Die Verabschiedung war herzlich. Das Fundament für eine erfolgreiche Missionsarbeit bei den Crow schien gelegt zu sein.

### Beschlüsse der Missionsleitung
Sie erreichten Anfang Oktober das Fort und reisten von dort aus heimwärts nach Iowa. 
St. Sebald erreichten sie am 25. November 1858. Dort erhielten sie aufgrund ihres sehr ermutigenden Berichts sofort die Erlaubnis der Missionsleitung, das notwendige Geld und die erforderliche Ausrüstung für die Rückkehr zu den Crow. Es wurde entschieden, eine Kolonie im Gebiet der Crow einzurichten, was auf eine Idee Löhes zurückging, der in Michigan einen ähnlichen Versuch unternommen hatte, sowie auf den Vorschlag Bräuningers und Schmidts, eine Missionsfarm im Land der Crow zu errichten. Es gab zwei Gründe dafür. Der eine war die Versorgung der Missionare, die damals im Nordwesten sichergestellt werden musste. Ferner sollten konvertierte Ureinwohner hier an ein sesshaftes Leben gewöhnt werden, da eine nomadische Lebensweise regelmäßige Gottesdienste, die geistliche Unterweisung und ein christliches Leben erschweren würde. Eine Bitte an die Regierung um finanzielle Unterstützung wurde abgelehnt. Der Bericht der Missionare führte aber zur Bereitstellung erheblicher Geldmittel durch die Synoden von Iowa und Buffalo, der Hauptanteil kam aber aus Deutschland; insbesondere die Neuendettelsauer Mission unterstützte das Vorhaben dank Löhes Arbeit bis zum Schluss. Auch die Lübecker Mission, geleitet von Dr. Johann Carl Lindenberg, sandte erhebliche Summen.

### Erneute Reise zu den Crow
Bräuninger und Schmidt reisten ab dem 5. Juli 1859 wieder zu den Crow, aus verschiedenen, hauptsächlich finanziellen Gründen, diesmal den Landweg, den Oregon Trail entlang. Unvorhersehbare Ereignisse hatten die Abreise verspätet. Ursprünglich sollten Kessler, Krebs und ein Farmer mitreisen, was aber aus Geldgründen nicht verwirklicht werden konnte. Stattdessen bestand die Gruppe nur aus den Missionaren Bräuninger und Schmidt, die ja nun schon Missionserfahrung gesammelt hatten, dem Missionsgehilfen Döderlein, dem Studenten und Missionsgehilfen Seyler und den landwirtschaftlichen Gehilfen und Kolonisten Beck und Bunge. Ihren Besitz, Verpflegung, Saatgut und landwirtschaftliche Geräte sowie Werkzeuge transportierten sie mit vier Ochsenkarren, was die Geschwindigkeit für die zurückzulegenden über 1500 km in Richtung Westen limitierte. Krankheitsgründe und weitere Verzögerungen gestalteten die Landreise länger als vorhergesehen; sie dauerte insgesamt zwölf Wochen und war für die Reisenden äußerst entkräftend. 
Erst im Spätherbst 1859 langten die Missionare am mit den Crow vereinbarten Treffpunkt in Deer Creek (heute Glenrock in Wyoming) an, dass von Fort Laramie ungefähr 100 km den North Platte River hinauf lag. Ein Jahr lang war kein Crow in der Nähe von Deer Creek gesichtet worden. Dies zwang die Missionare dazu, ihr Winterquartier 240 km von den Crow entfernt aufzuschlagen. Schmidt und Döderlein reisten am 10. Oktober an sich selbst zweifelnd und deprimiert nach Iowa zurück, auch, um dort weitere Vorräte für den Frühling in Auftrag zu geben, da die aus Neuendettelsau zur Verfügung gestellten Mittel kaum für die Überwinterung der Missionare und die geplante Reise zu den Crow ausreichend waren. Sie sollten mit einer zweiten Expedition im Frühling nach Deer Creek zurückkehren. In St. Sebald angekommen, wurde Schmidt allerdings krank, während sich Döderlein der Missouri-Synode anschloss. Der verkleinerten Gruppe in Deer Creek stand nun der nicht einmal 23-jährige Bräuninger vor. Er verfügte nur noch über 20 $ für die bevorstehende Überwinterung, was unter normalen Umständen auf keinen Fall ausgereicht hätte.
Die Missionare konnten aber die günstige Gelegenheit nutzen, sich einer militärischen Vermessungseinheit des Ingenieurskorps der US-Armee unter Captain William Franklin Raynolds, der die Missionare sehr freundlich behandelte, anzuschließen. Diese hatte ihr Winterquartier im Deer Creek Indian Agency bezogen, das dem Indianeragenten Major Thomas S. Twiss unterstand, der den Missionaren riet, hier ebenfalls während des sehr harten Winters zu verweilen, da die Chancen im Frühling besser seien, das Gebiet der Crow zu erreichen, wofür sie das Gebiet der feindlichen Sioux und Cheyenne zu durchqueren hätten. Die Missionare konnten eines der Mormonenhäuser beziehen, die im Utah-Krieg 1857 aufgegeben worden waren. Raynolds erkundete von den Missionaren, dass ihre Vorräte erschöpft waren, und machte dem bis dahin unbesorgten Bräuninger klar, dass sie in ihrer aktuellen Lage ihre Mission im Frühling nicht würden fortsetzen können. Er bot den Missionaren in dieser Situation seine Unterstützung an, worauf diese gerne eingingen. Raynolds beschrieb „Bryninger“, wie er Bräuninger nannte, und dessen Leute in seinem noch erhaltenen Bericht von 1868 als „Gottesfürchtige und ergebene Männer, die aber sowohl der Welt als auch unserer Sprache gegenüber unwissend und folglich kaum auf die Aufgaben vorbereitet sind, die sie sich vorgenommen haben“. Die beiden Berichte von Redfield und Raynolds sind die einzigen zeitgenössischen schriftlichen Zeugnisse über die Anwesenheit der Missionare in Montana und Wyoming. Ihren Lebensunterhalt in Form von Unterkunft, Nahrung und geringen Geldbeträgen verdienten die Missionare sich mit Reparaturarbeiten an den Baracken und dem Bau von Blockhäusern, wofür Raynolds Arbeiter gesucht hatte. Ferner wurden in der Handelsstation Spenden mit einem Gesamtbetrag von 60 $ für die Missionare gesammelt, was ihre Überwinterung ermöglichte. Raynolds wurde von der dankbaren Synode vollständig für seinen in dieser Zeit entstandenen finanziellen Aufwand entschädigt. 

### Erste Weihnachtsfeier Wyomings
An Heiligabend hielten die Missionare einen Gottesdienst im Haus des Gastgebers ab, zu dem Raynolds und seine Einheit eingeladen waren. Ebenfalls eingeladen waren Twiss und seine Familie, die aber anscheinend nicht teilnahmen. Stattdessen fanden sich zahlreiche Ureinwohner ein, die vom Major handverlesen worden waren. Der Gottesdienst fand zur angenehmen Überraschung aller unter einem mit Kerzen geschmückten Weihnachtsbaum statt, was damals in Nordamerika noch äußerst ungewöhnlich war. Dazu diente eine Fichte, die von den Missionaren geschlagen und in ihr Quartier geschafft worden war. Auch die Ureinwohner zeigten sich zufrieden mit der Zeremonie. Bräuninger las aus der Bibel vor und spielte bekannte Weihnachtslieder auf der Violine. Da die meisten Texte deutsch waren, konnten nur die Missionare alle Lieder vollständig mitsingen. Es handelte sich hierbei um die erste bekannte Weihnachtsfeier im heutigen Wyoming. Geschenke wurden unter den kargen Bedingungen vermutlich nicht ausgetauscht.
Der Militärkommandeur, der die Region nördlich von Deer Creek durch seine Vermessungsarbeiten gut kannte, empfahl Bräuninger vor der Weiterreise der Missionare, die geplante Missionsstation im Kernland der Crow am Unterlauf des Big Horn River zu errichten.

### Missionsstation am Powder River
Stattdessen reisten die Missionare alleine trotz aller Rückschläge und Enttäuschungen unter Bräuningers Führung, die er wegen der Erkrankung Schmidts übernommen hatte, in der Osterwoche 1860 nordwärts weiter zum Powder River im heutigen Wyoming, einem Nebenfluss des Yellowstone River. Drei der Missionare steuerten jeweils einen Ochsenkarren, während der vierte die Milchkühe trieb, da sie einen autarken Bauernhof einrichten wollten. Es ist nicht genau bekannt, welche Route sie dabei nahmen, aber sie führte mitten durch die Wildnis. Nach einer Strecke, die sie auf etwa 160 km schätzten, erreichten sie weiter östlich das Ufer des Powder River, im Glauben, nun im Kerngebiet der Crow angekommen zu sein. Sie überquerten den Fluss und suchten einen geeigneten Ort für die Missionsstation aus, der sich auf der Höhe des Flusses befand und von dichtem Gras bewachsen war. 
Hier konnten sie dank der Hilfe Captain Raynolds die Mission in nur 240 km Entfernung von einer Poststation errichten. Es wurden mehrere Blockhäuser, darunter ein größeres als Versammlungsgebäude, ein Brunnen für Trinkwasser, ein Hühnerstall und Gemüsebeete angelegt. Land wurde urbar gemacht, umzäunt und für die Herbsternte besät. Vermutlich lag dieses Land gegenüber dem Zusammenfluss mit dem Dry Fork am linken Ufer des Powder River, der genaue Ort konnte später nicht mehr ermittelt werden. Die Missionare, welche die Station bewirtschafteten, Bräuninger, Beck und Seyler, wollten dort neben der Sprache auch die Sitten und Gebräuche der örtlichen Ureinwohner kennenlernen. Außerdem wollten sie ihnen den christlichen Glauben nahebringen und Verständnis für die europäischen Siedler wecken. 
Offenbar war ihnen nicht bekannt, dass sie sich hier tatsächlich in der Mitte der schmalen Grenzregion zwischen den Völkern der Sioux, der Blackfoot und der Crow befanden, die dort ständige heftige Grenzkonflikte ausfochten. Diese Unkenntnis sollte sich als verhängnisvoll herausstellen. Insbesondere die Sioux galten als kriegerisch. Auch die Konflikte zwischen Ureinwohnern und europäischen Siedlern nahmen in der Region zu. Die Missionare fühlten sich selbst offenbar in Sicherheit, da die Sioux, die bisweilen die Missionsstation aufsuchten, ihnen freundschaftlich begegneten. Bräuningers Kenntnis der Crow-Sprache, insbesondere aber der einheimischen Zeichensprache führten nun zu aus Sicht der Missionare fruchtbaren Gesprächen mit Cheyenne und Arapaho. Tatsächlich erwies sich Bräuninger als der Talentierteste hinsichtlich des Erlernens der einheimischen Sprachen und Kulturen, so dass er einer der Leiter der Mission wurde. 
Es gelang Bräuninger, drei Jungen vom Stamm der Cheyenne zum Christentum zu führen. Zwei von ihnen starben als Jugendliche, über das weitere Schicksal des dritten ist nichts bekannt. Zu weiteren Erfolgen der Neuendettelsauer Mission in dieser Region sollte es nicht kommen, wie sich später zeigte. 
Bunge konnte die Abgeschiedenheit nicht länger ertragen, wollte zurücktreten und gegen den Willen Bräuningers nach Deer Creek zurückreisen. Seine Entscheidung zeigt die körperlichen und seelischen Belastungen, die das Leben hier mit sich brachte. Moritz Bräuninger brachte ihn mit einem Ochsenkarren zur Poststation. Am 24. Juni 1860 schickte Bräuninger von hier aus einen vollständigen und ermutigenden Bericht nach Iowa. Darin enthalten war eine noch erhaltene Bleistiftzeichnung Bräuningers von der Station und ihrer Umgebung. Er berichtete von der Errichtung der Missionsstation und davon, dass die Crow ihre jährlichen Fälligkeiten bald in Deer Creek abholen würden. Er ging irrtümlich davon aus, dass sie dabei an der Missionsstation vorbeikommen werden. Da die Station sich in Wahrheit am Rand des Stammesgebietes der Sioux befand, hätten die Crow die Region ihrer Feinde nur im Kriegsfall betreten. Ferner bat Bräuninger um die Entsendung zweier zusätzlicher Missionare. Es sollte sein letzter Brief an das Missionskomitee in St. Sebald werden. Ende Juni 1860 befand sich Bräuninger wieder in seiner Station. Die Missionarsstellen wurden von der zufriedenen Synode ausgeschrieben und an zwei vielversprechende Kandidaten, Flachenecker und Krebs, vergeben, die sich sofort auf die lange Reise vorbereiteten. Die Zukunft der Station erschien vielversprechend, nichts schien zunächst auf die folgenden Ereignisse hinzudeuten.

### Zunehmende Spannungen
Eine Minderheit der Krieger betrachtete aber auch die Missionare als Eindringlinge und wünschte ihren Tod. Die Zerstrittenheit der verschiedenen Stämme verhinderte, dass die Missionare von diesen getötet wurden. Die Besucher der Station von den Sippen der Hunkpapa- und Oglala-Sioux verhielten sich aber ab Mitte Juli 1860 immer selbstbewusster und aggressiver und verlangten von den Missionaren Nahrung, Unterkunft und Geschenke und fragten sie nach dem Grund ihres Aufenthalts in dieser Region. Die Missionare versuchten eifrig aber erfolglos, die Ureinwohner mit Kost und Logis freundlich zu stimmen. Deren Verhalten blieb unterkühlt und bedrohlich. 
Am 19. und 20. Juli 1860 lagerte eine Gruppe von 50 Kriegern der Oglala und Hunkpapa in nur etwa 2 km Entfernung von der Station. Einer der Krieger sagte den Missionaren unmissverständlich, dass sie alle Stationsbewohner und deren Vieh töten werden, wenn sie von ihrem Angriff auf die Schoschonen zurückkehrten, und die Missionare bis dahin nicht abgereist seien. Dies ängstigte die Missionare sehr. Derselbe Krieger trug eine alte Decke, die er gegen eine neue eintauschen wollte. Als Bräuninger dagegen protestieren wollte, nahm sich der Mann eine neue weiße Decke und warf die alte Decke auf den Boden. Dann merkte er wütend an, dass er dies für einen fairen Handel halten würde. Bräuninger antwortete nicht sofort, sondern hielt sich die Hand vor den Mund, was in der Zeichensprache bedeutete, dass er nichts zu dem Vorgang zu sagen hätte. Angesichts der Überzahl der Sioux erlaubte Bräuninger dem Mann schließlich widerwillig, die Decke zu behalten. 
Noch am selben Tag, spät in der Nacht, näherten sich drei Häuptlinge der Gruppe mit der Decke der Station, gute Absichten signalisierend. Der Häuptling, der die Decke trug, sagte, er wolle diese zurückgeben, und dass er möchte, dass seine Leute sich den Europäern gegenüber zurückhaltend verhalten mögen, und dass er einsehe, dass dies nicht der Fall gewesen wäre. Es folgte ein sehr zufriedenstellendes Treffen, das die Missionare Hoffnung schöpfen ließ. Die Häuptlinge bezeichneten die Oglala als „Freunde der Weißen“, und dass sie nicht wollten, dass ihnen etwas zustoße. 
Die nächste Begegnung folgte unmittelbar auf dieses Treffen.

### Begegnung mit sechs Kriegern
Am 22. Juli 1860 suchten wieder sechs Krieger, vermutlich Hunkpapa und Oglala, die Missionsstation zu Fuß auf, angeblich in friedlicher Absicht. Dementsprechend wurden sie bewirtet und versorgt. Die Missionare und die Ureinwohner rauchten gemeinsam und unterhielten sich in der Sioux-Sprache über etliche Themen. Danach durften die Krieger in einem eigenen Raum in der Station übernachten. Bräuninger meinte an diesem Abend zu seinen Mitarbeitern, dass er an die Missionsleitung schreiben werde, dass sie die Mission nicht fortführen könnten, wenn die Anzahl der Missionare nicht auf 15 bis 20 Personen erhöht werden könne, um einen Verteidigungswall anlegen und sich notfalls effektiv verteidigen zu können. Anscheinend schwebte ihm aufgrund der jüngsten Ereignisse nun eher ein Missionsfort als eine Missionsfarm vor. Ob er sich damit das Scheitern der Mission eingestand, ist unklar.
Die Krieger blieben auch den nächsten halben Tag in der Missionsstation und benahmen sich völlig anders als am Vortag. Sie wollten nun Handel treiben und forderten aufdringlich Geschenke ein. So wollte einer der Sioux seine Mokassins gegen eine Wolldecke tauschen. Bräuningers Prinzip war aber, keinen Handel mit den Ureinwohnern zu treiben. Die Situation wurde immer bedrohlicher für die Missionare, die sich nicht überreden ließen. Schließlich gelang es ihnen, das Problem in Ruhe zu klären. Die Ureinwohner machten nicht den Eindruck, beleidigt zu sein. Die Krieger erhielten von den Missionaren noch ein Mittagessen, insgesamt erhielten sie während ihres Aufenthalts in der Missionsstation drei Mahlzeiten. Der am freundlichsten wirkende Krieger nahm die Kugel aus seinem Gewehr, die er durch drei durch Pfropfe getrennte Kugeln ersetzte. Seyler erkundigte sich beunruhigt, wozu dies dienen würde. Bräuninger antwortete ihm, es sei eine Vorbereitung auf das Zusammentreffen mit Feinden. Wenn die Ureinwohner nur jagen wollten, würden sie nur eine Kugel laden. Es wird vermutet, dass mit dem Laden des Gewehrs bereits Bräuningers Tod vorbereitet wurde. Die Krieger verließen die Missionsstation am frühen Nachmittag, gaben an, sich den Schlangen (in der Zeichensprache übliche Bezeichnung für die Comanche) anschließen zu wollen und gingen flussaufwärts, wo sie hinter einem Hügel außer Sicht gerieten. 
Nachdem sich die ermüdeten Missionare etwas ausgeruht hatten, verließen Bräuninger und Beck die Missionsstation für einen Abendspaziergang und, wie Beck vorschlug, um das Vieh in den Stall zu bringen, während Seyler zur Aufsicht in der Station blieb. Als sich Bräuninger von diesem verabschiedete, rief er ihm zu: „Ich wünsche dir viele Indianer!“ Dann gingen Bräuninger und Beck flussabwärts und diskutierten über ihre komplizierte Lage. Dabei trösteten sie sich gegenseitig mit Bibelworten. Bräuninger trug seine grobe Arbeitskleidung: ein blaues Hemd, lange Lederhosen, Mokassins und einen breitkrempigen Hut. Er war wie üblich mit einem Gewehr bewaffnet. 
Nachdem die beiden Missionare 800 Meter zurückgelegt hatten, begegneten sie hinter einem Dickicht den sechs Kriegern wieder, die sie Stunden zuvor verlassen hatten, obwohl diese anfangs in eine andere Richtung gegangen waren. Die ebenso überrascht wirkenden Ureinwohner behaupteten, sie hätten einen Schuss gehört, von dem sie glaubten, er sei von den mit ihnen verfeindeten Blackfoot abgefeuert worden. Ferner fragten sie, ob sie sich in der Missionsstation verstecken dürften. Diese für amerikanische Ureinwohner wohl atypische Bitte war offensichtlich nur eine List, um sich noch einmal Zugang zu der Station zu verschaffen, was die Missionare nicht durchschauten. Bräuninger bot ihnen stattdessen den neuen Keller unter der Küche zum Verstecken an, und dass er sie beschützen wolle, wenn ihre Feinde kämen, was die Krieger zu lautem Gelächter veranlasste. Das verwirrte die Missionare zwar, aber auch dies war anscheinend kein Alarmsignal für die Missionare, denn Bräuninger bat seinen Diakon Beck nun, da das Gespräch sich in die Länge zog, sich allein um das weitere 2 km flussaufwärts weidende Vieh zu kümmern, während er selbst die Ureinwohner zurück zur Missionsstation begleiten wollte. 
Nachdem er sich von Beck getrennt hatte, war der damals 23-jährige Bräuninger verschollen.

### Tod von Hand der sechs Krieger?
Die sechs Krieger gaben später Fallenstellern gegenüber angeblich an, sie seien zunächst mit Bräuninger in Richtung zur Missionsstation gegangen. Dann hätten sie sich zurückfallen lassen und sich dabei laut gestritten. Einer von ihnen hätte gemeint, er wolle den vorangehenden „Führer der Weißen“ töten, um die unerwünschten Siedler zum Rückzug zu bewegen. Die anderen hätten zunächst versucht, ihn davon abzubringen, vor allem aus Furcht vor der Reaktion des Militärs. Da sie Bräuninger bekannt waren, hätte er keinen Verdacht geschöpft und sich nicht nach ihnen umgedreht. Dies und die Waffen des Missionars, die als Beute lockten, hätten schließlich dazu geführt, dass der Krieger, der auf der Station sein Gewehr in kriegerischer Absicht geladen hatte, auf Bräuninger schoss. Alle drei Kugeln hätten getroffen, eine die Wirbelsäule durchschlagen. Bräuninger hätte erfolglos versucht, aufzustehen, woraufhin sie ihn mit Schlägen getötet hätten. Danach hätten sie seinen Skalp genommen und sein Gesicht verstümmelt, damit er sie im Reich der Toten nicht erkennen würde. Sie hätten ihn danach in den Hochwasser führenden Fluss geworfen. 
Die übrigen Missionare bemerkten Bräuningers Verschwinden, als Beck abends allein mit dem Vieh zur Station kam. Seyler mutmaßte bereits, dass die Krieger in böser Absicht gekommen waren. Möglich war aber auch ein Unfall. Beck und Seyler suchten bis zum Einbruch der Nacht sehr sorgfältig nach Bräuninger oder zumindest Spuren von ihm. Sie kehrten zur Station zurück und schliefen neben ihren geladenen Gewehren. Bräuninger blieb auch nach weiterem Suchen an den beiden folgenden Tagen verschwunden. Die Vermutung lag nahe, dass die Krieger ihn getötet und seine Leiche entsorgt hatten. So zogen die Missionare sich, als Bräuninger auch nach ausgedehnterem Suchen nicht zu finden war, weder lebendig noch tot, unverzüglich in sicheres Gebiet nach Deer Creek zurück, um das Missionskomitee in Iowa zu benachrichtigen und neue Anweisungen abzuwarten. Das Komitee verständigte wiederum die Neuendettelsauer und die Nürnberger Missionsgesellschaft. Zu dem Rückzug trug auch bei, dass kein Crow am Powder River zu finden war. Die Station wurde nicht neu besetzt. Was geschehen war, wurde erst bekannt, als die sechs Krieger einige Zeit später angeblich wie beschrieben einigen Fallenstellern nicht ohne Stolz davon berichteten. 
Löhe erfuhr einige Wochen später von den Vorgängen. Er schrieb Anfang 1861 in der ersten Ausgabe der Kirchlichen Mittheilungen aus und über Nordamerika über Moritz Bräuningers Tod:
„Die Umstände seines Todes sind von der Art, dass wir fröhlich glauben können: unsere Mission ist mit Märtyrerblut eingeweiht, und auch die Freunde in Iowa ... nennen mit schüchtern keimender Freude den Heimgegangenen ihren Märtyrer.“
Inwieweit der Bericht, der angeblich von Fallenstellern stammte, die mit den sechs Kriegern gesprochen hatten, und durch Händler und freundlich auftretende Ureinwohner weitergegeben wurde, die Wahrheit widerspiegelt, ist umstritten. Alternativ wurde vermutet, der Bericht sei von Ureinwohnern erfunden worden, um den Missionaren Angst einzujagen. Tatsächlich hätten die sechs Krieger und Bräuninger sich getrennt und der Missionar sei von einem der zahlreichen Bären in der Region getötet worden. 
Allgemein gilt aber die Vermutung, Bräuninger sei von den Kriegern getötet worden, als die wahrscheinlichere Version, da bekannt ist, dass die Ureinwohner keine europäischen Siedler mehr in ihrem Gebiet dulden wollten. Deren „Anführer“ zu töten, sollte sich zumindest für die nähere Zukunft ja tatsächlich als eine effiziente Methode erweisen, weitere Europäer fernzuhalten. Falls er tatsächlich von den Kriegern getötet wurde, kann Bräuninger als der erste Märtyrer der Neuendettelsauer Mission gelten, da seine einzige Motivation, sich zu den amerikanischen Ureinwohnern zu begeben, im Missionsbefehl Jesu bestand, wie er in Mt 28,19-20  formuliert ist. 
Andererseits dürften die Krieger in diesem Fall Bräuninger wohl kaum wegen seiner religiösen Überzeugung und seiner Missionsabsicht getötet haben. Für sie dürfte es sich bei den Missionaren nur um fremde Siedler gehandelt haben, die sich ohne ihre Erlaubnis, gegen ihren Willen und entgegen der Vereinbarung von Fort Laramie in ihrem Land ansiedelten, trotz klarer Aufforderung, ihr Territorium zu verlassen, der sogar mit Drohungen Nachdruck verliehen wurde. Vermutlich fühlten die Krieger sich absolut im Recht, sie mit den üblichen Mitteln des sogenannten Wilden Westens zu vertreiben. 
So gesehen handelt es sich um eine Frage der Perspektive: Während Moritz Bräuninger aus christlicher Sicht als Märtyrer gilt, hätten die Sioux ihn vermutlich als Eindringling bezeichnet.

## Aufgabe der Missionsbemühungen
Tatsächlich wurde die Missionsarbeit der Neuendettelsauer Missionare bei den amerikanischen Ureinwohnern, nachdem 1860 von der Synode noch der Verbleib bei Deer Creek angeordnet worden war und die Missionsstationen 1864 zerstört wurden, nur wenige Jahre später, im Jahre 1867, wegen der zahlreichen Gefahren im Gebiet von Fort Laramie erfolglos aufgegeben und die Missionsstation in Deer Creek nicht neu besetzt. Die Mission war nach dem Verschwinden Bräuningers zunächst auf die Cheyenne ausgewichen. Es wird vermutet, dass die Missionsarbeit durch das unehrliche Verhalten europäischer Siedler gegenüber den Ureinwohnern unmöglich gemacht wurde. Die Besiedlung erfolgte nämlich, obwohl den Ureinwohnern das Gebiet vertraglich zugesichert wurde, was diese nicht länger dulden wollten; neben den Siedlern verschlechterten auch Jäger und Fallensteller ihre Lebensbedingungen. Die Gegenwehr der Ureinwohner wurde immer heftiger, Konflikte wurden immer häufiger gewaltsam gelöst. Weitere für die Mission negative Einflüsse gingen vom Sezessionskrieg, der von 1861 bis 1865 geführt wurde, der mangelnden Identifikation der Iowa-Synode mit der Neuendettelsauer Mission und der mangelnden Erfahrung und einfachen Sichtweise der wohl noch zu jungen Missionare aus. Aber auch dem vielleicht am meisten bewunderten Missionar in Nordamerika, Pierre-Jean De Smet, der für die Römisch-Katholische Kirche arbeitete, gelang es in der damaligen Zeit nicht, ein effektives Missions-System im Westen zu etablieren. Die Neuendettelsauer Mission sollte später statt in Nordamerika in Papua-Neuguinea die von ihr gewünschten Erfolge haben.

## Denkmal
Ein Denkmal für Moritz Bräuninger befindet sich auf dem Friedhof von St. Sebald im Clayton County (Iowa), nahe Strawberry Point. Es handelt sich dabei um einen etwa 2 Meter hohen und 1,5 Meter breiten Felsblock mit einer in deutscher Sprache beschrifteten Bronzetafel. Der obere Teil der Tafel erinnert an die 1865 an dieser Stelle begrabenen, christlich getauften Ureinwohner Gottfried und Paulus, der untere, größere Teil erinnert an die Missionare, zum einen mit dem Satz
Dies Denkmal zugleich Erinnerung an Missionar Moritz Bräuninger - Ermordet an der Deer Creek am 23. Juli 1860.
zum anderen mit den darunter aufgelisteten Namen sieben deutscher Missionare, die Bräuninger nachfolgten.